# Maurice Bellemare
Pour les articles homonymes, voir Bellemare.
Maurice Bellemare, né le 8 juin 1912 et mort le 15 juin 1989 à Grand-Mère, est un homme politique québécois.

## Biographie
Natif de Grand-Mère, il suit des cours dans son village natal, puis à Trois-Rivières et dans une école internationale de correspondance.
Il exerce par la suite plusieurs métiers, dont mesureur de bois, serre-freins, journaliste, maire de Saint-Jean-des-Piles et conseiller municipal. 
Il devient membre de l'Union nationale et est élu dans Champlain sous Maurice Duplessis en 1944, puis il est réélu successivement en 1948, 1952 et 1956, 1960, 1962 et 1966.
Au début des années 1950, il est whip adjoint du gouvernement, puis il devient whip à la fin des années 1950. Sous Paul Sauvé et Antonio Barrette, il est ministre sans portefeuille. Lorsque Daniel Johnson prend le pouvoir en 1966, il devient leader du gouvernement. 
Parfois, il doit servir en tant que premier ministre suppléant. Jean-Jacques Bertrand le nomme au ministère du Travail. Ne s'étant pas représenté à l'élection québécoise de 1970, il devient président de la Commission des accidents de travail de 1970 à 1972. Il voit son parti rayé de la carte en 1973 sous Gabriel Loubier.
Bellemare se présente à une élection partielle en 1974 dans la circonscription de Johnson (circonscription provinciale) et il est élu député de l'Union nationale, le seul de l'Assemblée nationale du Québec. Il démissionne de son poste le 19 décembre 1979.
En 1987, il assiste aux funérailles de René Lévesque, qu'il qualifie de «grand provincialiste». Il meurt le 15 juin 1989 à Grand-Mère à l'âge de 77 ans.  

## Honneurs
- Grand diplôme de la renaissance Mgr Pelletier
- Fonds Maurice-Bellemare de l'Université du Québec à Trois-Rivières et du séminaire Saint-Joseph
- Membre honoraire des Oblats de Marie-Immaculée
- Officier de l'Ordre du Canada
- Rue Maurice-Bellemare de la ville de Québec